# Paralastor solitarius
Paralastor solitarius är en stekelart som beskrevs av Perkins 1914. Paralastor solitarius ingår i släktet Paralastor och familjen Eumenidae. Inga underarter finns listade i Catalogue of Life.